# Phế phẩm nông nghiệp

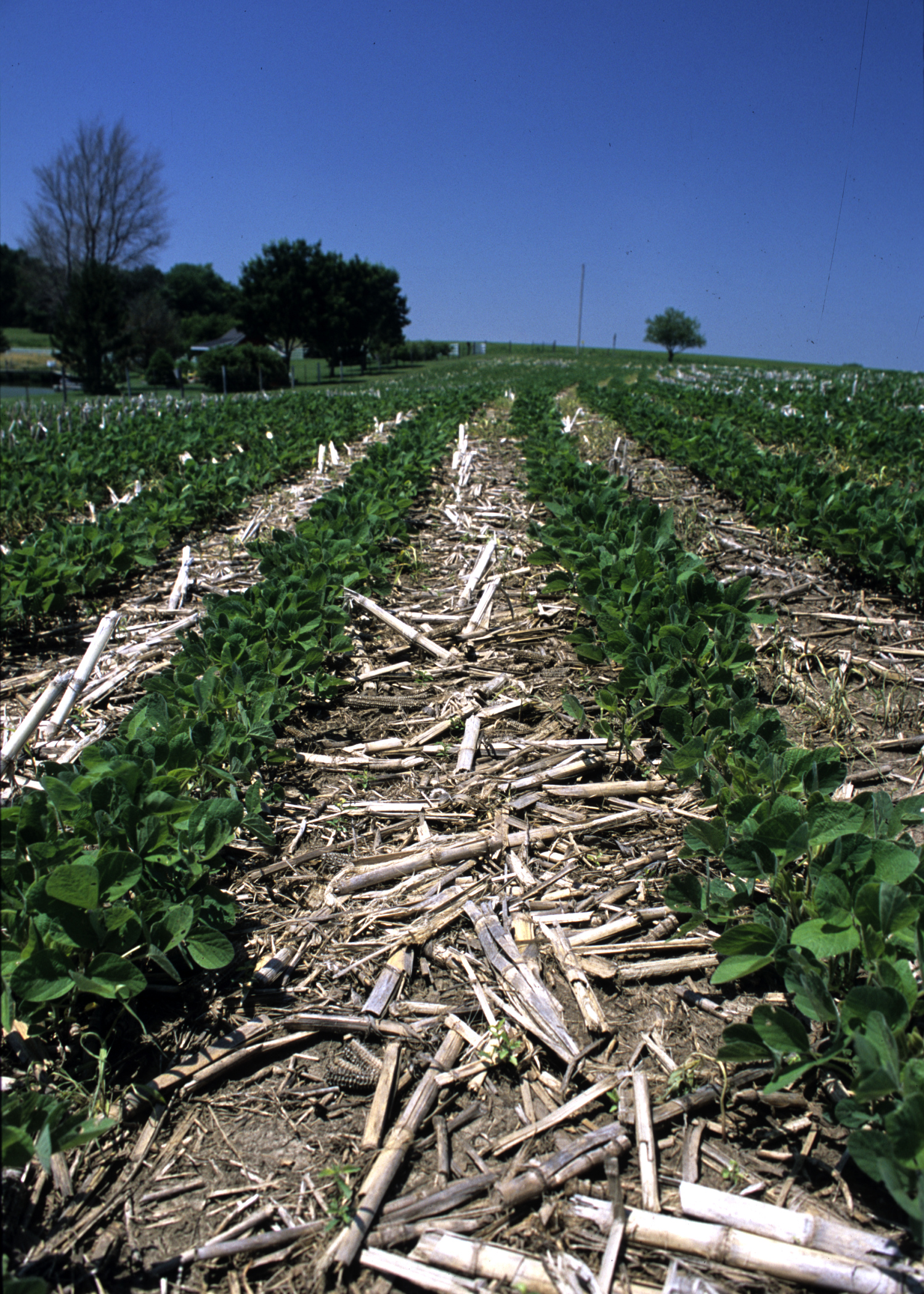
Phế phẩm nông nghiệp

Phế phẩm nông nghiệp (agricultural scrap), phế phẩm cây trồng (crop scrap), dư lượng nông nghiệp (agricultural residue), dư lượng cây trồng (crop residue) hay dư lượng mùa vụ là những dư lượng, đồ thừa hay nguyên liệu dư thừa (residues) còn sót lại sau khi tiến hành các hoạt động nông nghiệp. Chúng bao gồm 
- Dư lượng cánh đồng (field residues) còn sót lại sau khi thu hoạch cánh đồng hay vườn cây ăn trái. Những dư lượng này bao gồm thân cây, lá cây, gốc cây và vỏ hạt.
- Dư lượng quá trình (process residues) còn sót lại sau khi cây trồng (crop) được xử lý thành tài nguyên có thể sử dụng. Những dư lượng này bao gồm vỏ trấu, hạt, bã mía, mật và rễ.

## Giá trị kinh tế

### Thành phần dinh dưỡng
Mặc dù dư lượng cây trồng chứa cả chất dinh dưỡng vĩ mô và vi mô, nhưng chỉ các giá trị cho các chất dinh dưỡng thực vật vĩ mô nitơ, phosphor, kali và lưu huỳnh là có ý nghĩa kinh tế.

### Thực phẩm
Chúng có thể được sử dụng làm thức ăn gia súc (fodder), thức ăn cho thú cưng (pet food), thức ăn cho côn trùng đặc biệt là các côn trùng làm thức ăn (insects as food)

### Phân bón
Chúng có thể được sử dụng làm phân bón để cải tạo đất (soil amendment)

### Sản xuất nhiên liệu sinh học
Do hàm lượng carbohydrate cao, dư lượng cây trồng có thể được coi là nguyên liệu thích hợp để sản xuất nhiên liệu sinh học. Một số thuật toán đã được phát triển để ước tính khả năng sản xuất nhiên liệu sinh học từ dư lượng nông nghiệp. Dựa trên dữ liệu thực nghiệm thu được từ một nghiên cứu sử dụng rơm rạ đã được xử lý bằng ethanol organosolv để sản xuất hydro sinh học bằng vi khuẩn Enterobacter aerogenes, lượng rơm toàn cầu hàng năm trên toàn cầu (không phải rơm tổng sản xuất) cho sản xuất nhiên liệu sinh học được ước tính khoảng 249 triệu tấn, có thể sản xuất khoảng 355,78 kiloton hydro và 11,32 triệu tấn lignin theo công nghệ organosolv được đề xuất và người ta thấy rằng Trung Quốc đóng góp khoảng 32% công suất tiềm năng toàn cầu để sản xuất hydrogen từ rơm rạ.